# Сицидиум
Сици́диум (лат. Sycidium) — ископаемый род харовых водорослей, остатки которых известны из отложений с силура до каменноугольного периода. Встречаются в виде утрикулов — шарообразных скорлуп органов плодоношения.

## Виды и инфравидовые таксоны
Описано около 18 видов и инфравидовых таксонов.
- Sycidium beiliuense
  - Sycidium beiliuense f. bipyramidum
  - Sycidium beiliuense f. longum
- Sycidium clathratum
- Sycidium duboisi
- Sycidium foveatum
- Sycidium karpinskyi — сицидиум Карпинского. Вид назван в честь российского (советского) геолога Александра Петровича Карпинского (1846/1847—1936).
- Sycidium melo
  - Sycidium melo var. pskowensis
  - Sycidium melo f. uralensis
- Sycidium miniglobosum
- Sycidium panderi
  - Sycidium panderi f. minor
- Sycidium paucisulcatum
- Sycidium reticulatum
- Sycidium sipaiense
- Sycidium volborthi
  - Sycidium volborthii subsp. sipaiense